# 8e Legergroep (Japan)
De Achtste Legergroep (Japans: 第8方面軍,  daihachihōmengun) was een legergroep van het Japanse Keizerlijke Leger. Deze legergroep werd opgericht op 16 november 1942 en werd ingezet op de Salomonseilanden en op Nieuw-Guinea. Het hoofdkwartier van de legergroep bevond zich in Rabaul, op het eiland Nieuw-Brittannië. De Japanners hielden Rabaul tot hun overgave op het einde van de oorlog in augustus 1945.

## Overzicht
- Oprichting : 16 november 1942
- Operatiegebied : Salomonseilanden en Nieuw-Guinea
- Onderdeel van het  Zuidelijke hoofdleger

## Commandanten
- 9 november 1942 – einde van de oorlog: luitenant-generaal Hitoshi Imamura

## Structuur van de legergroep op het einde van de oorlog
- direct ondergeschikt aan de Legergroep :
  - 18e divisie, Rabaul
  - 38e divisie
  - 39e Zelfstandig gemengde brigade
  - 40e Zelfstandig gemengde brigade
  - 65e brigade
- 17e Leger, Bougainville
  - 6e divisie
  - 38e Zelfstandig gemengde brigade
- 18e Leger, Nieuw-Guinea
  - 20 divisie
  - 41 divisie
  - 51 divisie